# Ernie Wise
Ernie Wise (27 de noviembre de 1925 - 21 de marzo de 1999) fue un humorista inglés, conocido por formar parte del dúo cómico Morecambe and Wise, una institución de la televisión británica, especialmente gracias a sus especiales navideños.

## Biografía
Su verdadero nombre era Ernest Wiseman, que cambió cuando se inició en el mundo del espectáculo a temprana edad. Nacido en Leeds, Inglaterra, en sus inicios fue actor y cantante de music hall. Su padre, Harry, trabajador del ferrocarril, fue también un cantante semi-profesional, y ambos actuaron juntos bajo el nombre de "Bert Carson and his Little Wonder". En 1939, siendo todavía adolescente, actuó con el humorista británico Arthur Askey en su famoso programa Band Waggon. 
Wise se unió a Eric Morecambe en 1941, llegando a ser ambos una de las más famosas parejas de cómicos de la historia del país. Durante la Segunda Guerra Mundial, mientras Morecambe fue Bevin Boy y trabajaba en una mina de carbón, Wise sirvió en la Marina Mercante.
Ganaron la fama en la radio, y se pasaron a la televisión en 1954. En 1961 consiguieron su propia serie en Associated TeleVision, mudándose a la BBC 1 en 1968. A lo largo de un período de unos veinte años, hicieron series de manera regular tanto con Independent Television (ITV) como con BBC. En 1976 ambos fueron nombrados oficiales de la Orden del Imperio Británico.
Wise habitualmente trabajaba como la contrapartida seria a Morecambe, aunque su papel fue gradual y sutilmente cambiando con el paso de los años. Cuando Eddie Braben pasó a ser el principal guionista, enriqueció la personalidad de Wise haciéndole más pomposo e ingenuo, y su personaje acabó siendo un idiota ufano y pretencioso.  
Tras el fallecimiento de Morecambe a causa de un infarto agudo de miocardio en 1984, Ernie Wise pasó un tiempo en Boca Raton, Florida, donde tenía una casa para pasar las vacaciones. En el Reino Unido vivió en Peterborough, teniendo como vecino al cantante Edmund Hockridge, antes de mudarse a una lujosa vivienda a orillas del río Támesis en Maidenhead.

## Últimos años
Wise participó con regularidad en la reposición para Independent Television (ITV) del popular programa Adivine su vida, y fue varias veces invitado del concurso Countdown. También actuó en unas pocas obras teatrales en el West End londinense.
Además, escribía una columna sobre jardinería en el periódico News of the World. En 1990 escribió su autobiografía, titulada Still On My Way to Hollywood. 
Tras sufrir dos ictus en diciembre de 1993 y agosto de 1995, anunció su retiro del mundo del espectáculo el 27 de noviembre de 1995, día de su 70 cumpleaños.
A finales de 1998, Wise fue invitado a tomar parte en "Bring Me Sunshine: The Heart and Soul of Eric Morecambe", en homenaje a su compañero, pero su salud se deterioraba. El programa se emitió el 23 de diciembre de 1998. A principios de mes Wise sufrió dos infartos, y fue sometido a un triple bypass en Fort Lauderdale, Florida, el 22 de enero de 1999. Wise pensaba intervenir en un homenaje de la BBC 1 a Eric Morecambe, pero tuvo que anularlo dado su estado. En marzo de 1999 voló en un avión medicalizado de vuelta al Reino Unido, ingresando en un hospital a su llegada. 
Ernie Wise falleció a causa de un fallo cardiaco y de una infección respiratoria en el Hospital Nuffield de Gerrards Cross, Inglaterra, el 21 de marzo de 1999.
Wise estuvo casado con la bailarina Doreen Blythe desde el 18 de enero de 1953 hasta el momento en que él falleció. No tuvieron hijos.